# Мюльдорф-бай-Фельдбах
Мюльдорф-бай-Фельдбах, Мюльдорф-Фельдбах (нем. Mühldorf bei Feldbach) — коммуна в Австрии, в федеральной земле Штирия. 
Входит в состав округа Фельдбах.  Население составляет 2987 человек (на 31 декабря 2005 года). Занимает площадь 17,61 км².

## Политическая ситуация
Бургомистр коммуны — Антон Шу (АНП) по результатам выборов 2005 года.
Совет представителей коммуны (нем. Gemeinderat) состоит из 15 мест.
- АНП занимает 10 мест.
- СДПА занимает 4 места.
- Зелёные занимают 1 место.